# チョウセンメジロ
チョウセンメジロ（朝鮮目白、学名：Zosterops erythropleurus）はスズメ目メジロ科に分類される鳥類の一種である。

## 分布
ウスリー、中国北東部、朝鮮半島北部で繁殖し、冬季は中国西南部、インドシナ、タイ方面に渡り越冬する。
日本ではまれな旅鳥として、山形県、石川県、福井県、兵庫県で記録がある。日本海側の島嶼では、比較的記録が多い。飼い鳥として輸入された個体も多いため、記録の一部は篭脱けした個体である可能性もある。

## 形態
全長約12cmで、スズメよりも小さい。顔、頭部から肩羽、上尾筒にかけての体の上面は黄緑色で目の周りの白いアイリングがあるなど、外見はメジロと似ている。メジロに比べるとアイリングが太く、体長はやや小さめである。また、両脇に栗色の斑があることや、嘴の色が黒いこと、胸の色が白色であることで区別できる。雌雄同色である。

## 生態
平地から山地にかけての林に生息する。
地鳴きは「ヂィー、ヂィープ、チローッ」など。メジロよりもやや濁った声に聞こえる。

## 保全状態評価
- LEAST CONCERN (IUCN Red List Ver. 3.1 (2001))